# Nemorius vitripennis
Nemorius vitripennis är en tvåvingeart som först beskrevs av Johann Wilhelm Meigen 1820.  Nemorius vitripennis ingår i släktet Nemorius och familjen bromsar. Inga underarter finns listade i Catalogue of Life.